# جون ارميا يعقوب
جون ارميا يعقوب(بالإنجليزية: John Jeremiah Jacob) (9 كانون الأول 1829 ولاية فرجينيا الغربية - 24 تشرين الثاني 1893 ولاية فرجينيا الغربية) وهو سياسي أمريكي ينتمي إلى الحزب الديمقراطي شغل جون ارميا يعقوب منصب حاكم ولاية فرجينيا الغربية ما بين عامي 1871 إلى عام 1877.